# Lista de rádios de Portugal
Esta é uma lista de rádios em Portugal. Existem cerca de trezentas estações de rádio comerciais no país.

## Lista de AAV
AAV (Audiência Acumulada de Véspera), total nacional em julho 2024, por ordem decrescente:
1. Rádio Comercial
2. RFM
3. M80
4. Rádio Renascença
5. TSF Rádio Notícias
6. Mega Hits FM
7. Rádio Observador
8. Antena 3
9. Smooth FM
10. Rádio Nova Era

## Nacionais
- RTP Antena 1 [3] (notícias, música ligeira da comunidade de expressão portuguesa e pop/rock internacional atual e de entre as décadas de 1980 e 2010)
- RTP Antena 2 [3] (música erudita, jazz, fado notícias e magazines culturais)
- RTP Antena 3 [3] (música alternativa e magazines culturais)
- Rádio Comercial [3] (música pop)
- Rádio Renascença [3] (notícias, êxitos pop/rock dos anos 70, 80 e 90 do século XX, programas religiosos católicos
- RFM [3] (música pop; outros tipos de música comercial)

## Regionais
Rádios regionais com cobertura quase nacional
- M80 (Regional de Lisboa, êxitos pop/rock das décadas de 1970, 1980, 1990 e 2000 e do início da década de 2010 - rede regional de emissores no sul do país (104,3 MHz Lisboa, 96,4 MHz Santarém, 107,5 MHz Setúbal, 106,4 MHz Beja , 106.7 Portalegre, 106.1 e 107,1 MHz Faro), mais um conjunto de frequências temáticas locais no norte e centro de Portugal continental (90,0 MHz Porto, 98,4 MHz Coimbra, 103,8 MHz Fafe, 93,0 MHz Leiria e 94,4 MHz Aveiro) e várias rádios locais associadas (M80 Vila Real - 97,4 MHz Vila Real, M80 Penalva - 95,6 MHz Penalva do Castelo, M80 Manteigas - 104,4 MHz Manteigas, M80 Sabugal - 96,8 MHz Sabugal, M80 Valongo - 105,8 MHz Valongo, M80 Bragança - 89,2 MHz e M80 Planalto - 93.1 Mogadouro).
- TSF Rádio Notícias [3] (Regional do Porto, notícias) - rede regional de emissores no norte e centro do país (105,3 MHz Porto, 107,4 MHz Coimbra, 106.9 Braga, 102,5 MHz Viseu, 103,2 MHz e 107,0 MHz Bragança, 105,1 MHz Castelo Branco, 105,4 MHz e 106,6 MHz Guarda, 105,7 MHz e 106,5 MHz e 94,4 MHz Viana do Castelo, 106,7 MHz e 107,6 MHz Vila Real) mais quatro frequências temáticas locais a sul (89,5 MHz Lisboa, 105,4 MHz Évora, 101,6 MHz Faro e 103,1 MHz Caldas da Rainha).

## Outras
Rádios locais com várias rádios associadas
- Rádio Maria (música cristã; orações católicas; programas religiosos católicos)
- Rádio Observador (Informação)
- Mega Hits (Pop, R&B, Dance)
- Cidade FM (Dance, R&B, Pop)
- Smooth FM (Jazz, Easy Listening)
- Rádio Sudoeste (Pop, R&B)
- CM Rádio (Informação)
- Batida FM (Indie, R&B)

## Por distrito

### Aveiro
- Rádio Observador - São João da Madeira - 88,1 MHz
- Vagos FM - Vagos - 88,8 MHz
- Azeméis FM - Oliveira de Azeméis - 89,7 MHz
- Rádio Voz da Ria - Estarreja - 90,2 MHz
- Sintonia Feirense - Santa Maria da Feira - 92,0 MHz
- RDS - Mealhada - 92,6 MHz
- Rádio Voz de Esmoriz - Ovar - 93,1 MHz
- M80 - Aveiro - 94,4 MHz
- Top FM - Sever do Vouga - 95,9 MHz
- Rádio Metropolitana - Espinho - 96,3 MHz
- Mega Hits - Aveiro - 96,5 MHz
- Rádio NoAr - Oliveira de Azeméis - 97,1 MHz
- SFM - Murtosa - 98,1 MHz
- AVFM - Ovar - 98,7 MHz
- Rádio Soberania - Águeda - 99,3 MHz
- Paivense FM - Castelo de Paiva - 99,5 MHz
- Rádio Botaréu - Águeda - 100,0 MHz, 101,8 MHz
- Rádio Província - Anadia - 100,8 MHz
- Cidade FM Vale de Cambra - Vale de Cambra - 101,0 MHz
- Rádio Regional de Arouca - Arouca - 103,2 MHz
- Rádio Clube da Feira - Santa Maria da Feira - 104,7 MHz
- Rádio Terra Nova - Ílhavo - 105,0 MHz
- Rádio Independente de Aveiro - Aveiro - 105,6 MHz
- Informédia - São João da Madeira - 106,3 MHz

### Açores
- Rádio Lajes - Praia da Vitória - 93,5 MHz
- Rádio Pico - Madalena - 100,2 MHz
- Canal FM - São Miguel - 91,0 MHz
- Canal FM - Povoação - 91,5 MHz, 94,5 MHz
- Canal FM - Calheta de São Jorge - 100,5 MHz, 92,7 MHz
- Canal FM - Terceira - 100,5 MHz
- Canal FM - Faial e Pico - 92,7 MHz
- Canal FM - Graciosa - 100,5 MHz
- Canal FM - Santa Cruz das Flores e Corvo - 104,5 MHz
- Rádio Graciosa - Santa Cruz da Graciosa - 107,9 MHz
- Rádio Cais - São Roque do Pico - 106,1 MHz, 90,8 MHz
- 105FM - Vila Franca do Campo - 105,0 MHz
- Rádio Atlântida - Ponta Delgada - 88,5 MHz, 106,3 MHz, 93,0 MHz
- Rádio Horizonte - Angra do Heroísmo - 104,4 MHz, 98,4 MHz
- Rádio Horizonte - Ponta Delgada - 107,2 MHz
- TopFM - Praia da Vitória - 106,6 MHz, 92,4 MHz
- TopFM - Ponta Delgada - 102,4 MHz
- Rádio Clube de Angra - Angra do Heroísmo - 101,1 MHz, 94,7 MHz
- American Azores Rádio (Island 96) - Praia da Vitória - 96,1 MHz
- Rádio Montanha - Lajes do Pico - 104,7 MHz
- Clube Asas do Atlântico - Vila do Porto - 103,2 MHz
- Rádio Antena 9 - Horta - 91,3 MHz
- Rádio Lumena - Velas - 107,1 MHz
- TSF Açores - Ponta Delgada - 99,4 MHz
- Rádio Nova Cidade - Ribeira Grande - 105,5 MHz

### Beja
- Rádio Vidigueira - Vidigueira - 90,0 MHz
- Antena Sul - Almodôvar - 90,4 MHz
- TLA - Telefonia Local de Aljustrel - Aljustrel - 92,6 MHz
- Rádio Planície - Moura - 92,8 MHz
- Rádio Castrense - Castro Verde - 93,0 MHz
- Rádio Ourique - Ourique - 94,2 MHz
- Rádio Mértola - Mértola - 95,2 MHz
- Rádio Pax - Beja - 101,4 MHz
- Rádio Singa FM - Ferreira do Alentejo - 104,0 MHz
- Rádio Voz da Planície - Beja - 104,5 MHz

### Braga
- Rádio Alto Ave - Vieira do Minho - 91,6 MHz
- Rádio Barcelos - Barcelos - 91,9 MHz
- Mega Hits - Braga - 92,9 MHz
- Nove3Cinco - Póvoa de Lanhoso - 93,5 MHz
- Cidade Hoje - Vila Nova de Famalicão - 94,0 MHz
- Rádio Fundação - Guimarães - 95,8 MHz
- Fama Rádio - Vila Nova de Famalicão - 96.4 MHz, 105,0 MHz
- Rádio Vizela - Vizela - 97,2 MHz
- Rádio Universitária do Minho - Braga - 97,5 MHz
- Rádio Santiago - Guimarães - 98,0 MHz
- Rádio Voz do Neiva - Vila Verde - 98,7 MHz
- Barca FM - Ponte da Barca - 99,6 MHz
- Rádio Voz de Basto - Cabeceiras de Basto - 100,6 MHz, 107,3 MHz
- Rádio Cávado - Barcelos - 102,4 MHz
- M80 - Fafe - 103,8 MHz
- Cidade FM Minho - Amares - 104,4 MHz
- Rádio Região de Basto - Celorico de Basto - 105,6 MHz
- Antena Minho - Braga - 106,0 MHz

### Bragança
- Rádio Onda Livre - Macedo de Cavaleiros - 87,7 MHz, 106,0 MHz
- M80 Bragança - Bragança - 89,2 MHz e  90,0 MHz
- Rádio Regional - Vimioso - 91,5 MHz
- M80 Planalto - Mogadouro - 93,1 MHz
- Rádio Moncorvo - Torre de Moncorvo - 95,9 MHz
- Rádio Montalegre - Montalegre - 95,9 MHz
- Rádio Brigantia - Bragança - 97,7 MHz, 97,3 MHz
- Rádio Ansiães - Carrazeda de Ansiães - 98,1 MHz
- Rádio Vinhais - Vinhais - 100,5 MHz
- Rádio Terra Quente - Mirandela - 105,2 MHz, 105,5 MHz

### Castelo Branco
- Rádio Voz da Raia - Penamacor - 87,7 MHz
- Rádio Condestável - Cernache do Bonjardim - 91,3 MHz, 97,5 MHz, 107,0 MHz
- Rádio Castelo Branco - Castelo Branco - 92,0 MHz
- Rádio Cova da Beira - Fundão - 92,5 MHz, 100,0 MHz
- Rádio Clube da Covilhã - Covilhã - 95,6 MHz, 97,0 MHz
- Rádio Urbana FM - Castelo Branco - 100,8 MHz, 97,5 MHz
- RDS - Monsanto - 98,7 MHz, 107,8 MHz
- Rádio Caria - Caria - 102,5 MHz
- Rádio Vila de Rei FM - Vila de Rei - 103,2 MHz
- Rádio Clube Castelo Branco - Castelo Branco - Rádio Online
- Rádio Fórum - Covilhã - Rádio Online

### Coimbra
- Radio Clube de Arganil - Arganil - 88,5 MHz, 97,3 MHz
- Mega Hits - Coimbra - 90,0 MHz
- Maiorca FM - Figueira da Foz - 92,1 MHz
- Rádio São Miguel - Penela - 93,4 MHz
- Rádio Dueça - Miranda do Corvo - 94,5 MHz
- Rádio Regional do Centro - Condeixa - 96,2 MHz
- Rádio Pampilhosa - Pampilhosa da Serra - 97,8 MHz
- M80 - Coimbra - 98,4 MHz
- Cidade FM - Penacova - 99,7 MHz
- Rádio Clube Foz do Mondego - Figueira da Foz - 99,1 MHz
- Rádio Boa Nova - Oliveira do Hospital - 100,2 MHz
- Mundial FM - Vila Nova de Poiares - 100,5 MHz
- Rádio Beira Litoral - Montemor-o-Velho - 101,7 MHz
- Batida FM - Cantanhede - 103,0 MHz
- Rádio Popular de Soure - Soure - 104,4 MHz
- Rádio Universidade de Coimbra - Coimbra - 107,9 MHz

### Évora
- Rádio Campanário - Vila Viçosa - 90,6 MHz
- Rádio Borba - Borba - 93,8 MHz
- Diana FM - Évora - 94,1 MHz
- Rádio Despertar - Estremoz - 94,5 MHz
- Antena Sul - Viana do Alentejo - 95,5 MHz
- RC Alentejo - Mourão - 96,4 MHz
- Rádio Maria - Portel - 97,5 MHz
- Granada FM - Vendas Novas - 100,1 MHz
- Nova Antena - Montemor-o-Novo - 101,3 MHz
- Rádio Telefonia do Alentejo (RTA) - Évora - 103,2 MHz
- TSF - Évora - 105,4 MHz

### Faro
- Rádio Alvor - Portimão - 90,1 MHz
- Rádio Guadiana - Vila Real de Santo António - 90,5 MHz
- Record FM - Silves - 91,8 MHz
- RDS - Albufeira - 94,0 MHz
- Rádio Clube de Alcoutim - Alcoutim - 94,4 MHz
- Vicentina FM - Vila do Bispo - 94,6 MHz
- Rádio Gilão - Tavira - 94,8 MHz
- Kiss FM - Albufeira - 95,8 MHz e 101,2 MHz
- Rádio Horizonte Algarve - Tavira - 96,9 MHz e 106,8 MHz
- MegaHits - Monchique - 97,1 MHz
- Rádio Gilão - Tavira - 98,4 MHz
- RDP África - Faro - 99,1 MHz
- Rádio Lagoa - Lagoa - 99,4 MHz e 100,0 MHz
- Cidade FM Algarve - Loulé - 99,7 MHz
- Total FM - Loulé - 100,4 MHz e 103,1 MHz
- TSF - Faro - 101,6 MHz
- Rádio Universitária do Algarve - Faro - 102,7 MHz
- Rádio Santo António - Castro Marim - 103,3 MHz
- Rádio Portimão - Portimão - 106,5 MHz

### Guarda
- Rádio Imagem - Fornos de Algodres - 87,6 MHz
- Antena Livre de Gouveia - Gouveia - 89,6 MHz
- Rádio Altitude - Guarda - 90,9 MHz
- Dom Bosco FM - Trancoso - 92,1 MHz
- Rádio Cultura de Seia - Seia - 93,6 MHz
- Rádio Clube de Mêda - Mêda - 96,6 MHz
- M80 Sabugal - Sabugal - 96,8 MHz
- Rádio Elmo - Pinhel - 99,1 MHz
- M80 Manteigas - Manteigas - 104,4 MHz
- Rádio F - Guarda - 105,8 MHz
- Rádio Fronteira - Almeida - 106,9 MHz

### Leiria
- Rádio Cardal FM - Pombal - 87,6 MHz
- Benedita FM - Alcobaça - 88,1 MHz
- 91FM Rádio - Óbidos - 91,0 MHz
- ABC Portugal - Alvaiázere  - 92,3 MHz
- Smooth FM - Figueiró dos Vinhos - 92,8 MHz
- M80 - Leiria - 93,0 MHz
- Rádio Observador - Leiria - 94,0 MHz
- Golo FM - Bombarral - 94,8 MHz
- Cister FM - Alcobaça - 95,5 MHz e 102.5 MHz
- RCM 96 - Marinha Grande - 96,0 MHz
- 97 FM Pombal - Pombal - 97,0 MHz
- Rádio Dom Fuas FM - Porto de Mós - 100,1 MHz, 98,5 MHz
- Rádio Nazaré - Nazaré - 100,6 MHz
- Record FM Leiria - Leiria - 101,4 MHz
- 102 FM Rádio - Peniche - 102,0 MHz
- TSF - Caldas da Rainha - 103,1 MHz
- Vida Nova FM - Ansião - 105,5 MHz

### Lisboa
- Mega Hits - Sintra - 88,0 MHz
- Rádio Ultra FM - Vila Franca de Xira - 88,2 MHz
- Rádio Lezíria - Vila Franca de Xira - 89,1 MHz
- TSF Rádio Notícias - Lisboa - 89,5 MHz
- CM Rádio 90.4 - Lisboa - 90,4 MHz
- Rádio Clube de Sintra - Sintra - 91,2 MHz
- Iris FM - Benavente - 91,4 MHz
- Cidade FM - Lisboa - 91,6 MHz
- Rádio Amália - Loures - 92,0 MHz
- RDS - Azambuja - 92,2 MHz
- Mega Hits - Lisboa - 92,4 MHz
- XL FM - Loures - 92,8 MHz
- Rádio Voz de Alenquer - Alenquer - 93,5 MHz, 100,6 MHz
- Rádio Observador - Amadora - 93,7 MHz
- ON FM - Torres Vedras - 93,8 MHz
- RDS - Cadaval - 94,2 MHz
- Rádio Positiva - Oeiras - 95,0 MHz
- Smooth FM - Lisboa - 96,6 MHz
- Rádio Vida FM - Arruda dos Vinhos - 97,1 MHz
- Radioeste -  Torres Vedras - 97,8 MHz
- Rádio Marginal - Oeiras - 98,1 MHz
- Rádio Clube da Lourinhã - Lourinhã - 99,0 MHz
- RDP África - Lisboa - 101,5 MHz
- Rádio Orbital - Loures - 101,9 MHz
- Rádio Maria - Lisboa - 102,2 MHz
- Rádio Oxigénio - Oeiras - 102,6 MHz
- 105.4 Cascais - Cascais - 105,4 MHz
- Rádio do Concelho de Mafra - Mafra - 105,6 MHz
- Rádio CAPSAO - Sobral de Monte Agraço - 106,4 MHz
- Batida FM - Amadora - 107,2 MHz
- Record FM - Sintra - 107,7 MHz

### Madeira
- Posto Emissor do Funchal - Funchal - 1530 KHz AM
- Rádio Jornal da Madeira - Funchal - 88,8 MHz
- Rádio Zarco - Machico - 89,6 MHz
- Rádio Praia - Porto Santo - 91,6 MHz
- Posto Emissor do Funchal - Funchal - 92,0 MHz
- Rádio Santana - Santana - 92,5 MHz
- Rádio Palmeira - Santa Cruz - 96,1 MHz
- Rádio Festival da Madeira - Ribeira Brava - 98,4 MHz
- Rádio Calheta - Calheta - 98,8 MHz, 106,8 MHz
- Rádio São Vicente - São Vicente - 99,2 MHz
- TSF - Madeira - Funchal - 100,0 MHz
- Rádio Popular da Madeira - Câmara de Lobos - 101,0 MHz
- Rádio Porto Moniz - Porto Moniz - 102,9 MHz
- Rádio Sol - Ponta do Sol - 103,7 MHz
- Rádio Clube da Madeira - Funchal - 106,8 MHz

### Portalegre
- Rádio Elvas - Elvas - 91,5 MHz, 103,0 MHz, 104,3 MHz
- Rádio Campo Maior - Campo Maior - 95,9 MHz
- TDS - Telefonia do Sul - Ponte de Sôr - 96,0 MHz, 105,6 MHz
- Rádio Portalegre - Portalegre - 100,5 MHz, 104,5 MHz

### Porto
- Rádio Linear - Vila do Conde - 88,6 MHz
- Rádio Metropolitana - Póvoa de Varzim - 89,0 MHz
- Golo FM - Amarante - 89,2 MHz
- Smooth FM - Matosinhos - 89,5 MHz
- M80 - Porto - 90,0 MHz
- Mega Hits - Gondomar - 90,6 MHz
- SBSR FM - Matosinhos - 91,0 MHz
- RDP África - Porto - 91,5 MHz
- Radio Clube de Penafiel - Penafiel - 91,8 MHz
- Radio Felgueiras - Felgueiras - 92,2 MHz
- Era FM - Amarante - 92,7 MHz
- Marcoense - Marco de Canaveses - 93,3 MHz
- Batida FM - Maia - 94,3 MHz
- CM Rádio 94.8 - Porto - 94,8 MHz
- Record FM Porto - Vila Nova de Gaia - 95,5 MHz
- Rádio Onda Viva - Póvoa do Varzim - 96,1 MHz
- Rádio Observador - Vila do Conde - 98,4 MHz
- Rádio Nova - Porto - 98,9 MHz
- Rádio Nova Era - Paredes - 100,1 MHz
- Rádio Maria - Porto - 100,8 MHz
- Rádio Nova Era - Vila Nova de Gaia - 101,3 MHz
- Rádio Clube Paços de Ferreira - Paços de Ferreira - 101,8 MHz
- Rádio Sudoeste - Gondomar - 102,7 MHz
- Jornal FM - Paredes - 103,6 MHz
- M80 Valongo - Valongo - 105,8 MHz
- Cidade FM - Vila Nova de Gaia - 107,2 MHz
- Rádio Voz de Santo Tirso - Santo Tirso - 107,4 MHz
- Radio NoAr - Santo Tirso - 107,8 MHz

### Santarém
- Rádio Cultura e Espetáculo (RCE) - Golegã - 88,4 MHz
- Rádio Cidade de Tomar - Tomar - 90,5 MHz
- Iris FM - Benavente - 91,4 MHz
- Rádio Observador - Rio Maior - 92,6 MHz
- Rádio Voz do Sorraia - Coruche - 94,7 MHz
- Rádio Antena Livre - Abrantes - 96,7 MHz
- Smooth FM - Santarém - 97,7 MHz
- Rádio Hertz - Tomar - 98,0 MHz
- Cidade FM - Alcanena - 99,3 MHz
- Torres Novas FM - Torres Novas - 100,8 MHz
- Record FM - Santarém - 101,7 MHz, 105,5 MHz
- Rádio Marinhais - Marinhais - 102,5 MHz
- Emissor Regional do Zêzere - Ferreira do Zêzere - 102,7 MHz
- Tejo Rádio Jornal - Cartaxo - 102,9 MHz
- Rádio Canção Nova - Fátima - 103,7 MHz
- RCA Ribatejo - Almeirim - 104,0 MHz, 96,9 MHz
- Hiper FM - Rio Maior - 104,6 MHz
- Rádio Bonfim - Chamusca - 104,9 MHz
- Rádio Voz do Entroncamento - Entroncamento - 105,7 MHz
- RES FM - Alpiarça - 107,9 MHz

### Setúbal
- RDS - Seixal - 87,6 MHz
- Rádio Jornal de Setúbal - Setúbal - 88,6 MHz
- Popular FM - Montijo - 90,9 MHz
- Rádio Clube de Grândola - Grândola - 91,3 MHz
- TDS - Telefonia do Sul - Alcácer do Sal - 93,9 MHz
- Tropical FM - Moita - 95,3 MHz
- Rádio Sines - Sines - 95,9 MHz
- Rádio Metropolitana - Barreiro - 96,2 MHz
- Rádio Radar - Almada - 97,8 MHz
- Rádio Observador - Seixal - 98,7 MHz
- Rádio Azul - Setúbal - 98,9 MHz
- Amália - Setúbal - 100,6 MHz
- Rádio Sudoeste - Almada - 100,8 MHz
- Batida FM - Moita - 101,1 MHz
- Rádio Maria - Palmela - 102,2 MHz
- Rádio M24  - Santiago do Cacém - 102,7 MHz
- Smooth FM - Barreiro - 103,0 MHz
- Sesimbra FM - Sesimbra - 103,9 MHz
- Cidade FM - Montijo - 106,2 MHz

### Viana do Castelo
- Rádio Popular Afifense - Viana do Castelo - 87,6 MHz
- Rádio Melgaço - Melgaço - 88,5 MHz
- Geice FM - Viana do Castelo - 90,8 MHz
- Rádio Valença - Valença - 91,7 MHz
- Rádio Monção - Monção - 92,8 MHz
- Rádio Cultural de Cerveira - Vila Nova de Cerveira - 93,6 MHz
- Rádio Ondas do Lima - Ponte de Lima - 95,0 MHz
- Rádio Valdevez - Arcos de Valdevez - 96,4 MHz, 100,8 MHz
- Rádio Alto Minho  - Viana do Castelo - 97,0 MHz, 101,7 MHz
- Rádio Barca - Ponte da Barca - 99,6 MHz
- Rádio Caminha - Caminha - 106,2 MHz

### Vila Real
- Rádio Juventude Salesiana - Alijó - 90,1 MHz, 99,0 MHz
- Chaves FM - Chaves - 93,5 MHz
- Rádio Regional Sabrosa - Sabrosa - 94,5 MHz
- Rádio Clube Aguiarense -  Vila Pouca de Aguiar - 95,5 MHz
- Rádio Voz do Marão - Vila Real - 96,3 MHz
- M80 Vila Real - Vila Real - 97,4 MHz
- Rádio Regional Valpaços - Valpaços - 100,2 MHz
- Alto Tâmega FM -  Boticas - 103,9 MHz
- Rádio Universidade FM - Vila Real - 104,3 MHz

### Viseu
- Rádio Montemuro - Cinfães - 87,8 MHz, 88,5 MHz
- Rádio Limite - Castro Daire - 89,0 MHz
- Alive FM - Sátão - 89,9 MHz
- Rádio Riba Távora - Moimenta da Beira - 90,5 MHz, 100,8 MHz
- Rádio Observador Viseu - Tondela - 91,2 MHz
- Rádio Douro FM - Tabuaço - 91,4 MHz
- Rádio Clube de Armamar - Armamar - 92,3 MHz
- Rádio Lafões - São Pedro do Sul - 93,0 MHz, 95,4 MHz, 98,2 MHz
- Rádio Dão Bosco - Lamego - 94,1 MHz
- VFM - Vouzela - 94,6 MHz
- M80 Penalva - Penalva do Castelo - 95,6 MHz
- Estação Diária - Nelas - 96,8 MHz
- Rádio Clube de Lamego - Lamego - 97,0 MHz, 107,9 MHz
- Rádio Escuro - Vila Nova de Paiva - 98,0 MHz
- Rádio Jornal do Centro - Carregal do Sal - 98,9 MHz
- Rádio Voz do Douro - São João da Pesqueira - 99,4 MHz
- Cidade FM Viseu - Viseu - 102,8 MHz
- Resende FM - Resende - 104,9 MHz
- RCI - Viseu - 104,8 MHz, 105,5 MHz
- Mega Hits - Viseu - 106,4 MHz

## Emissoras extintas
- Rádio Clube Português - Lisboa
- Rádio SBSR - Lisboa e Matosinhos
- Rádio 5 - Porto
- Hit Rádio Portugal - 106,4 MHz - Sobral de Monte Agraço
- Rádio Minuto - 92,4 MHz - Lisboa
- Rádio Nacional - Lisboa
- Foxx FM - Amadora
- Romântica FM - Amadora
- Kiss FM Lisboa - 93,7 MHz - Amadora
- Best Rock FM - Lisboa
- Star FM - Lisboa
- Mix FM - Barreiro
- Ocidente FM - Sintra
- Rádio Voxx - Lisboa
- XFM - Lisboa
- NRJ - Rádio Energia - Lisboa
- FM Radical - Lisboa
- Central FM - Lisboa
- RUT - Lisboa
- RCL - Rádio Comercial da Linha - Oeiras
- Rádio Mundial FM - Barreiro
- Rádio Clube da Moita - Moita
- Rádio Central do Vouga - Sever do Vouga
- Rádio Arremesso - Moita
- Super FM - 96,2 MHz - Montijo
- Super FM - 104,8 MHz - Alcochete
- Rádio 2000 FM - Santarém
- Rádio Piranha - Santarém
- Rádio Pernes - Santarém
- Rádio 90 FM - Coimbra
- A5 Rádio - Coimbra
- Rádio Manchete - Penacova
- Rádio Press - Porto
- Rádio Nostalgia
- Rádio Activa - Porto
- Rádio Mais Oeste - 94,2 MHz - Cadaval
- Rádio Satélite - Vila Nova de Gaia
- Rádio Independente - Vila Real
- Rádio Beira Alta - Seia
- Emissora Voz da Bairrada - Oliveira do Bairro
- Emissora das Beiras - 91,2 MHz - Tondela
- Rádio Santa Maria - Faro
- Rádio Solar - Albufeira
- Rádio Ateneu - Vila Franca de Xira
- 7FM - Maia
- Rádio Moliceiro - Aveiro
- ARCA Rádio 1 - Alcains
- RURB - Rádio Urbana - 105.4 MHz - Barreiro
- Rádio Maré Alta - Sesimbra
- Rádio Sul e Sueste - Barreiro
- Rádio Margem Sul - Barreiro
- Rádio Sim
- Rádio Santiago - Sesimbra
- Rádio Cambra - 101,0 MHz - Vale de Cambra
- Rádio Voz de Setúbal - 100,6 MHz - Setúbal
- Rádio Pal - 102,2 MHz - Palmela
- Rádio Santa Marta - 97,9 MHz Santa Marta de Penaguião
- Rádio Clube de Alvaiázere - Alvaiázere
- Rádio Piranha 92,7 MHz - Santarém
- Rádio Ribatejo 92,2 MHz - Azambuja
- Rádio Tágide - 96,7 MHz - Tramagal
- Nacional FM - 99,3 MHz - Alcanena
- Rádio 100 - 107,8 MHz - Alpiarça
- 107,1 MHz - Vila Nova da Barquinha
- Rádio Jornal do Fundão - Fundão
- Rádio Clube de Matosinhos - 91,0 MHz - Matosinhos
- Rádio São Mamede - 88,9 MHz - Portalegre
- RTL-Rádio Tempos Livres - 96,0 MHz - Ponte de Sor
- Rádio Guadalupe - 88,5 MHz - Serpa
- Rádio Praia - 88,3 MHz - Odemira
- Rádio Maré Alta - 102,9 MHz - Aljezur
- Rádio Atlântico - 102,3 MHz - Olhão
- Rádio Clube do Sul RCS - 101,6 MHz - Faro
- Rádio Lacobrigense - 104 MHz - Lagos
- Rádio Clube de Leiria - 93,0 MHz - Leiria
- Liz FM - 101,3 MHz - Leiria
- Rádio Costa d'Oiro (antiga Rádio Barlavento) - 106,5 MHz - Portimão
- Esposende Rádio - 93,2 MHz - Esposende
- Caima FM - 97,1 MHz - Oliveira de Azeméis
- Rádio Regional Sanjoanense - 88,1 MHz - São João da Madeira
- 93.7 FI FM - 93,7 MHz - Amadora
- Rádio Esperança - 97,5 MHz - Portel
- Rádio Festival - 94,8 MHz - Porto
- 94 FM - 94,0 MHz - Leiria
- Rádio Estádio - 96,2 MHz - Barreiro
- Kapa FM - 92,2 MHz - Azambuja
- Mirandum FM - 100,1 MHz - Miranda do Douro[4]
- Rádio Clube de Monsanto - 98,7 MHz - Monsanto
- Rádio Foia - 97,1 MHz - Monchique
- Cidade FM Alentejo - 97,2 MHz - Redondo